# العلاقات الباهاماسية الساموية
العلاقات الباهاماسية الساموية هي العلاقات الثنائية التي تجمع بين باهاماس وساموا.

## مقارنة بين البلدين
هذه مقارنة عامة ومرجعية للدولتين:
| وجه المقارنة                                              | باهاماس      | ساموا                        |
| --------------------------------------------------------- | ------------ | ---------------------------- |
| المساحة (كم2)                                             | 13.88 ألف    | 2.84 ألف                     |
| عدد السكان (نسمة)                                         | 395.36 ألف   | 196.44 ألف                   |
| الكثافة السكانية (ن./كم²)                                 | 28.48        | 69.17                        |
| العاصمة                                                   | ناساو        | أبيا                         |
| اللغة الرسمية                                             | لغة إنجليزية | لغة إنجليزية، اللغة الساموية |
| العملة                                                    | دولار بهامي  | تالا ساموي                   |
| الناتج المحلي الإجمالي (بليون دولار)                      | 12.16 مليار  | 856.63 مليون                 |
| الناتج المحلي الإجمالي (تعادل القوة الشرائية) بليون دولار | 8.92 مليار   | 1.15 مليار                   |
| الناتج المحلي الإجمالي الاسمي للفرد دولار أمريكي          | 22.82 ألف    | 3.94 ألف                     |
| الناتج المحلي الإجمالي للفرد دولار أمريكي                 |              | 5.79 ألف                     |
| مؤشر التنمية البشرية                                      | 0.790        | 0.702                        |
| رمز المكالمات الدولي                                      | +1242        | +685                         |
| رمز الإنترنت                                              | .bs          | .ws                          |
| المنطقة الزمنية                                           | 00           | ت ع م+13:00                  |

## منظمات دولية مشتركة
يشترك البلدان في عضوية مجموعة من المنظمات الدولية، منها:
| علم المنظمة | اسم المنظمة                                 | تاريخ انضمام باهاماس | تاريخ انضمام ساموا |
| ----------- | ------------------------------------------- | -------------------- | ------------------ |
|             | مؤسسة التنمية الدولية                       | 23 يونيو 2008        | 28 يونيو 1974      |
|             | يونسكو                                      | 23 أبريل 1981        | 3 أبريل 1981       |
|             | وكالة ضمان الاستثمار متعدد الأطراف          | 4 أكتوبر 1994        | 27 سبتمبر 2002     |
|             | الأمم المتحدة                               | 18 سبتمبر 1973       | 15 ديسمبر 1976     |
|             | مجموعة دول أفريقيا والكاريبي والمحيط الهادئ | ?                    | ?                  |
|             | دول الكومنولث                               | ?                    | ?                  |
|             | الاتحاد البريدي العالمي                     | ?                    | ?                  |
|             | البنك الدولي للإنشاء والتعمير               | 21 أغسطس 1973        | 28 يونيو 1974      |
|             | الاتحاد الدولي للاتصالات                    | 19 أغسطس 1974        | 7 أكتوبر 1988      |
|             | منظمة حظر الأسلحة الكيميائية                | ?                    | ?                  |
|             | مؤسسة التمويل الدولية                       | 8 ديسمبر 1986        | 28 يونيو 1974      |
|             | المركز الدولي لتسوية المنازعات الاستشارية   | 18 نوفمبر 1995       | 25 مايو 1978       |
|             | تحالف الدول الجزرية الصغيرة                 | ?                    | ?                  |
|             | منظمة الشرطة الجنائية الدولية               | ?                    | ?                  |